# Kim Rak Gyŏm
Kim Rak Gyŏm, również Kim Rak Gyom (kor. 김락겸, ur. ?) – północnokoreański polityk i generał porucznik (kor. 중장) Koreańskiej Armii Ludowej. Ze względu na przynależność do najważniejszych gremiów politycznych Korei Północnej, uznawany za członka elity władzy KRLD.

## Kariera
Niewiele wiadomo o wykształceniu i przebiegu kariery zawodowej Kim Rak Gyŏma. Podczas 4. Konferencji Partii Pracy Korei 11 kwietnia 2012 roku został wybrany członkiem Centralnej Komisji Wojskowej KC PPK, najważniejszego organu Partii Pracy Korei odpowiedzialnego za sprawy wojskowe. Wtedy także zastąpił Ch’oe Sang Ryŏ na stanowisku dowódcy Wojsk Rakietowych Koreańskiej Armii Ludowej.